# Jordan (schlesisches Adelsgeschlecht)

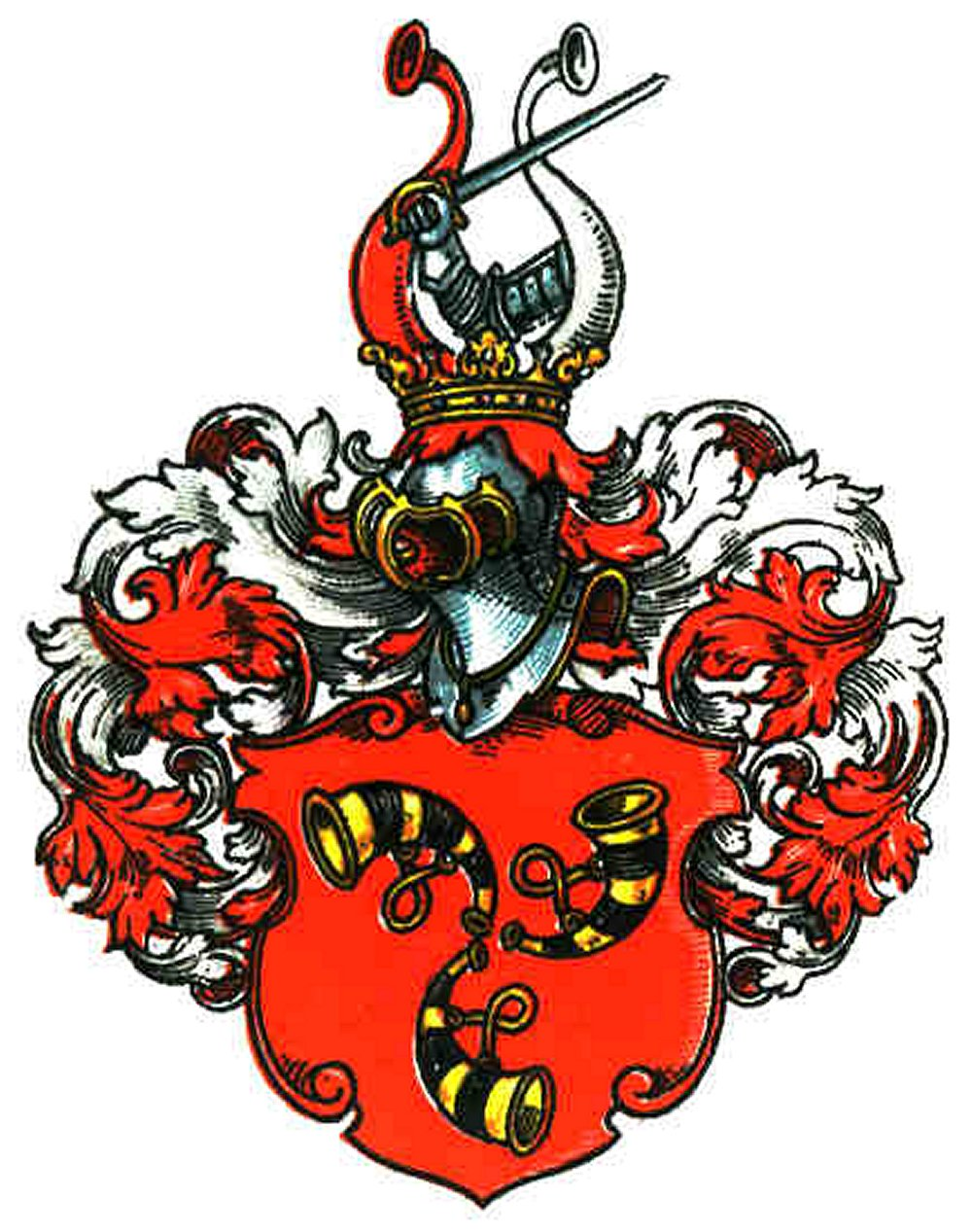
Wappen derer von Jordan

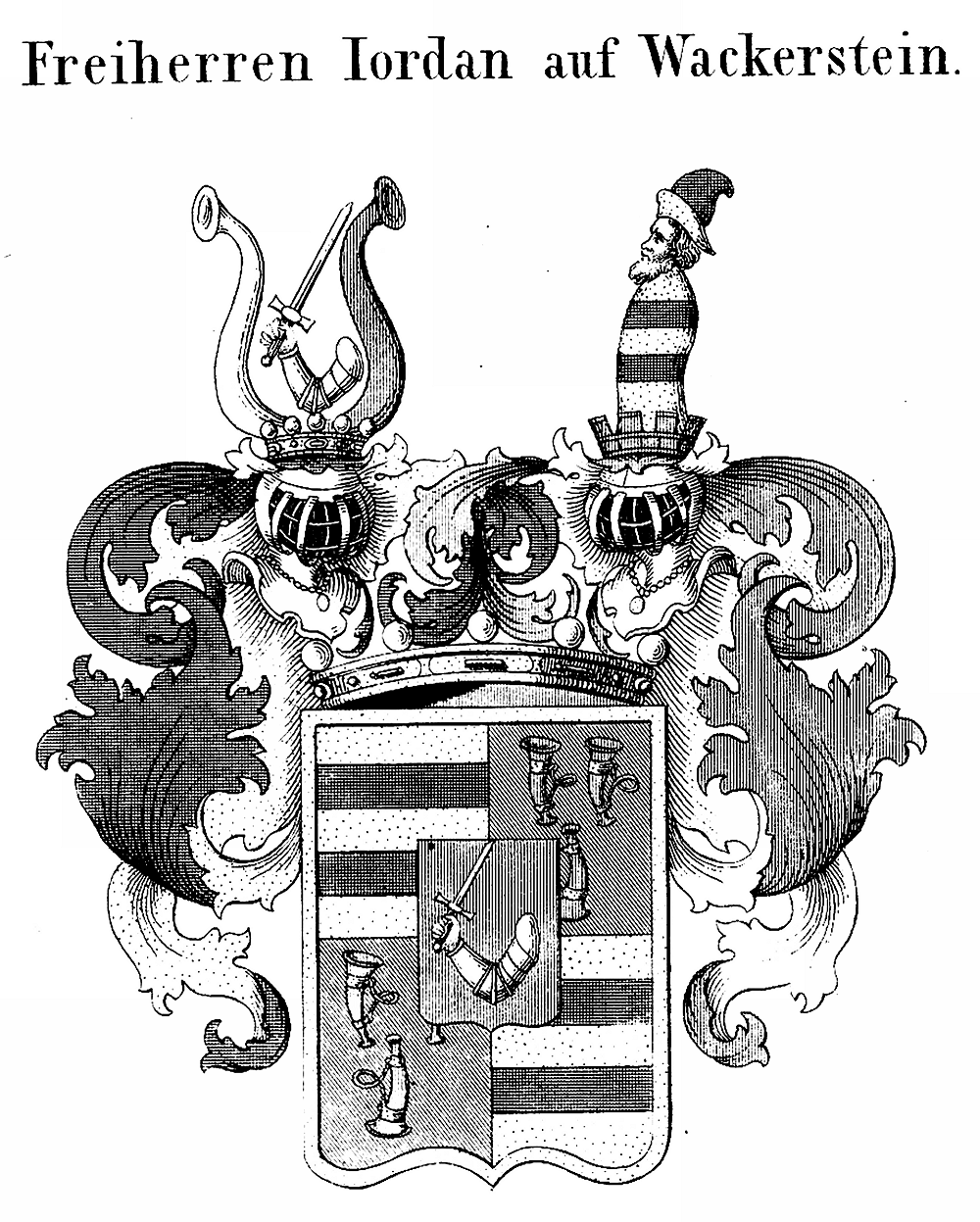
Wappen der Freiherren von Jordan auf Wackerstein

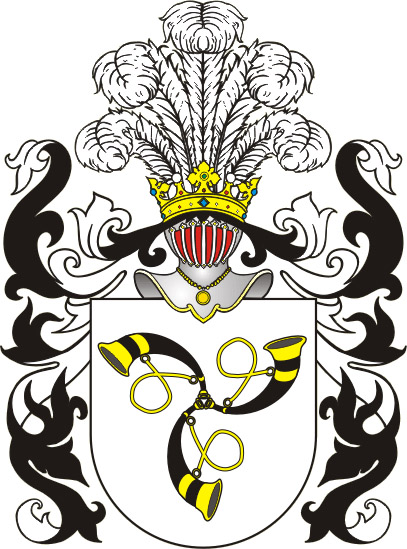
Wappen Trąby

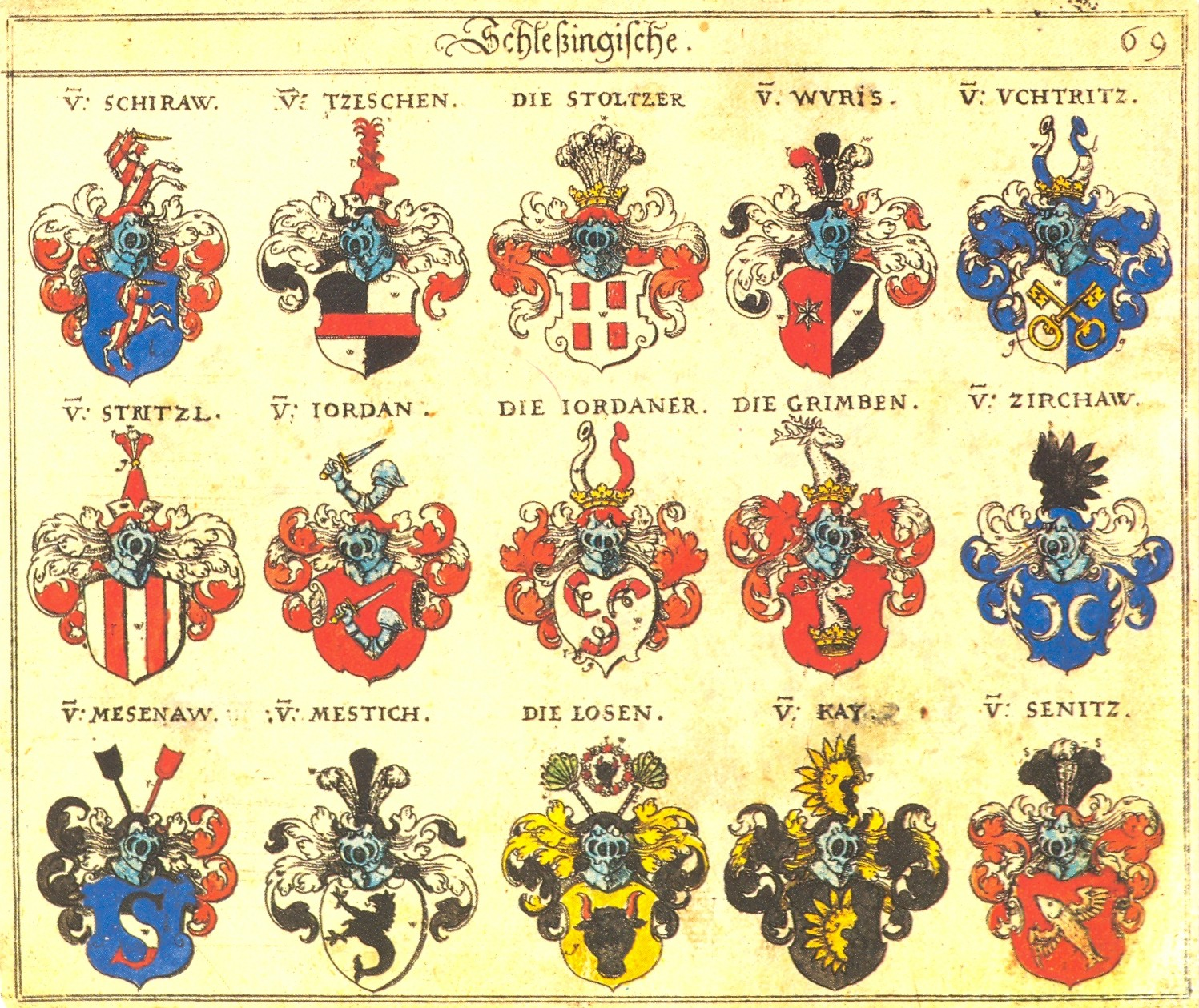
Johann Siebmachers Wappenbuch von 1605, Ritterschaft und Adel in Schlesien (Tafel 69, mittlere Reihe): Stammwappen derer von Jordan (mit dem Schwertarm im Schild) und der Jordaner (auch: von Jordan, mit den Hifthörnern im Schild)

Jordan ist der Name eines schlesischen Adelsgeschlechts, das 1811 im Mannesstamm erloschen ist. Durch königlich preußischen Adelsbrief von 1800 wurde es im Mannesstamm von der Erbtochter und ihrem Ehemann, der vom Schwiegervater adoptiert wurde, fortgeführt.
Die Familie ist von mehreren weder wappen- noch stammverwandten gleichnamigen Familien zu unterscheiden. Das sind neben weiteren die ebenfalls in Schlesien begüterten preußischen von Jordan hugenottischer Abstammung und die schwedischen von Jordan schottischer Abstammung sowie die 1577 gestifteten mährischen Jordan von Klausenburg oberdeutscher Abstammung.

## Geschichte
Die Stammreihe des schlesischen Geschlechts beginnt mit Georg Jordan, der 1477 Alt-Patschkau im Fürstentum Neisse kaufte. Dessen Sohn Hanns Jordan von Alt-Patschau auf Alt-Patschkau und Weisdorf, erhielt am 17. Mai 1531 zu Prag eine böhmische Adels- und Wappenbestätigung sowie -erneuerung. Am 12. November 1487 verlieh Kaiser Friedrich III. den Brüdern Hans, Lorenz und Georg Jordan sowie deren männlichen Nachkommen einen Wappenbrief. Die Familie war insbesondere in den schlesischen Fürstentümern Oppeln, Ratibor und Brieg verbreitet wo umfangreicher Grundbesitz vorhanden war.
Mit Christian Gottlieb von Jordan und Alt-Patschkau erlosch das Geschlecht 1811 im Mannesstamm. Zuvor hatte er seinen Schwiegersohn adoptiert: Martin Ludwig Juske, Sohn des Stadtgutbesitzers in Treptow an der Rega in Pommern David Juske (1718–1765) und selbst Prediger in Bischdorf, der am 9. November 1800 als von Jordan zu Berlin den preußischen Adelsstand und das Wappen derer von Jordan und Alt-Patschkau erhielt.
Einige weitere Familien nehmen heraldischen Bezug auf die schlesischen von Jordan.
Die ebenfalls aus Pommern stammenden, schwedischen Jordan wurden am 27. Januar 1638 nobilitiert. Im gleichen Jahr erfolgte die Introduzierung bei der Adelsklasse der Schwedischen Ritterschaft (Nr. 243). Diese führen im Schild und auf dem Helm den geharnischten Arm und sehen sich als mutmaßliche Nachfahren der schlesischen von Jordan. Am 6. Februar 1818 wurde die Familie bei der Finnländischen Ritterschaft (Nr. 21) introduziert.
Der später in Bayern ansässige Wilhelm Friedrich von Jordan auf Wackerstein führte sich zwar mutmaßlich auf die Jordan von Alten Patschkau zurück, war aber Agnat des Immanuel Gottfried Jordan, Regierungsrat in Stettin, der 1789 vom preußischen König Friedrich Wilhelm III. gnadenweise eine „Adelserneuerung“ erhielt und Nachkomme von Matthias Jordan war, der 1586 zu Prenzlau den Bürgereid leistete. Bayerischer Freiherrenstand 1814 für Wilhelm Friedrich von Jordan, bayerischer Generalleutnant († 1841), auf Wackerstein und Ettlingen.
Ein bürgerliches Geschlecht Jordan, mutmaßlich aus Tirol stammend und um die Mitte des 19. Jahrhunderts in Kurhessen lebend, führte ebenfalls den geharnischten Arm im Schild und auf dem Helm. Wohl aus dieser Familie wurde der nachmalige russische Hofrat (Rangstufe 7) in Reval Paul Jordan (1825–1895), mit Verleihung des Wladimirordens IV. Klasse in den russischen Adelsstand erhoben.
Inwieweit die vom 15. bis 17. Jahrhundert in Kleinpolen sehr einflussreichen Jordan von Zakliczyn mit Wappen Trąby als Agnaten oder Verwandte anzusehen sind, bleibt undeutlich. Die Familie war im 18. und 19. Jahrhundert zahlreich beim Galizischen Adel immatrikuliert. Dieses Geschlecht soll auch in Holstein verbreitet gewesen sein und blühte in Polen bis in jüngste Zeit fort.

## Wappen
17. Mai 1531 Erneuerung und Bestätigung des Adels und Wappens für Hans Jordan von Alt Patschkau. Früher sollen zwei Stämme sich vereinigt haben, welche einerseits drei schwarze Hifthörner (Jagdhörner) im silbernen Feld, andererseits einen geharnischten Schwertarm im roten Felde geführt haben. Aus beiden soll das heutige Wappen mit den schwarzen Hifthörnern in Göpelstellung im roten Schild, und der Helmzier mit dem Arm entstanden sein.
Blasonierung (der alten Jordan auf Alt-Patschkau († 1811, in der Helmzier in Siegeln -spätestens ab 1716- so geführt) und ab 1800 der Jordan auf Alt-Patschkau (des Stammes Juske)): In Rot drei mit den Mundstücken ins Schächerkreuz gestellte schwarze Jagdhörner mit goldenen Beschlägen und Schnüren. Auf dem Helm mit rot-silbernen Decken ein ruhender geharnischter Schwertarm zwischen zwei Büffelhörnern, das rechte rot, das linke silbern.